# Saint-Michel-de-Montjoie
Saint-Michel-de-Montjoie is een gemeente in het Franse departement Manche (regio Normandië) en telt 354 inwoners (2004). De plaats maakt deel uit van het arrondissement Avranches.

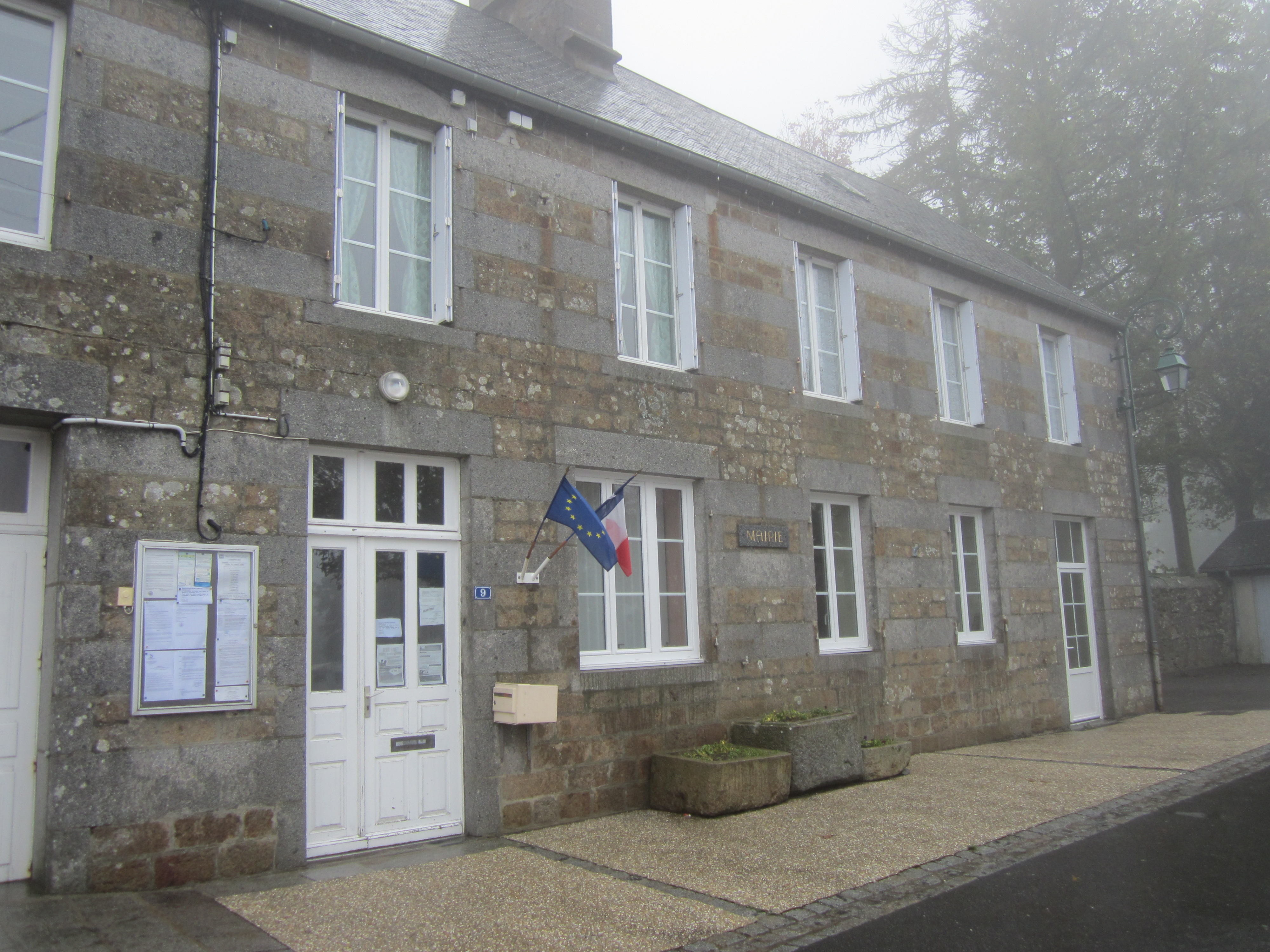
Gemeentehuis
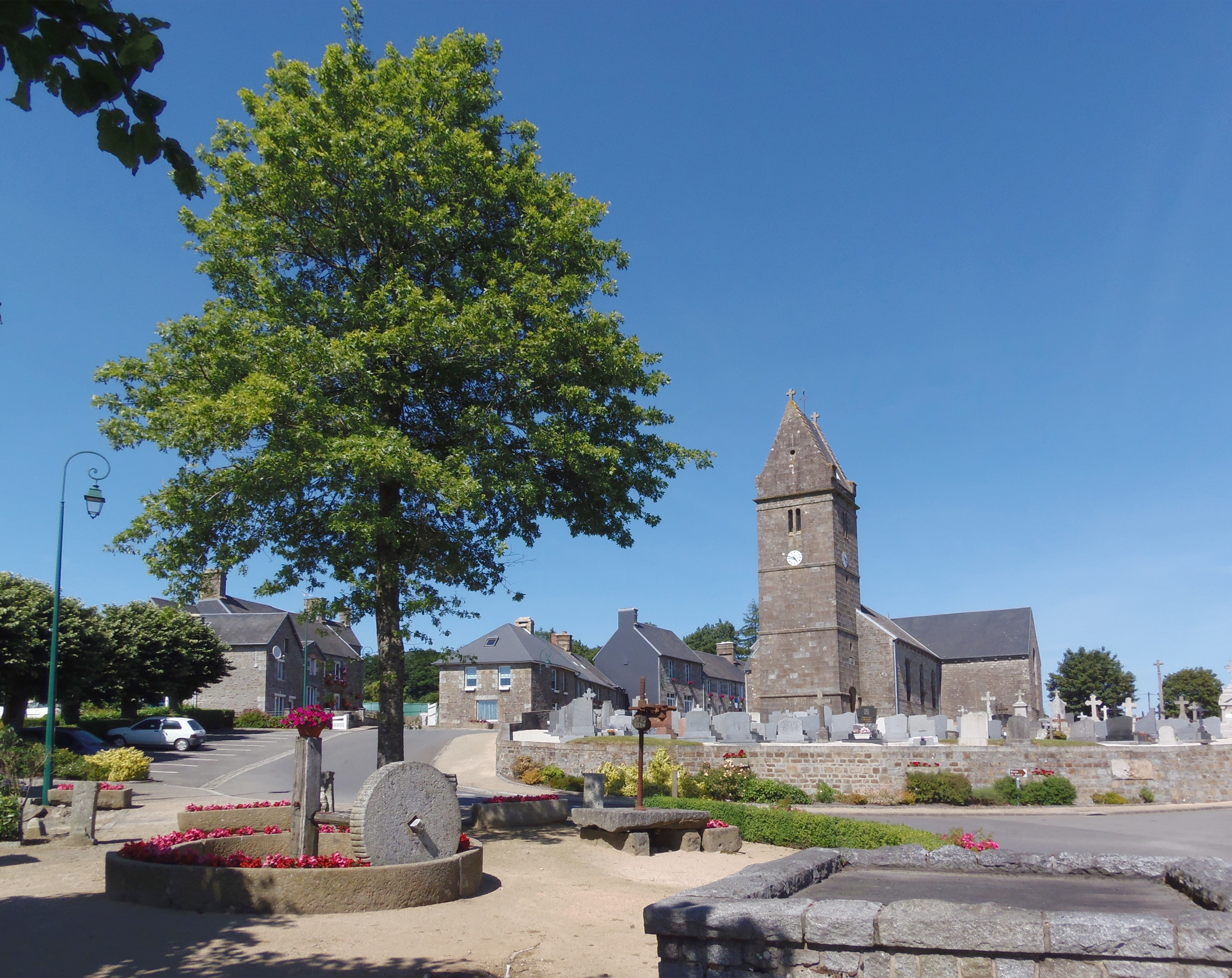
Kerk van Saint-Michel-de-Montjoie

## Geografie
De oppervlakte van Saint-Michel-de-Montjoie bedraagt 14,4 km², de bevolkingsdichtheid is 24,6 inwoners per km².
De onderstaande kaart toont de ligging van Saint-Michel-de-Montjoie met de belangrijkste infrastructuur en aangrenzende gemeenten.

## Demografie
Onderstaande figuur toont het verloop van het inwonertal (bron: INSEE-tellingen).

1. ↑  Populations de référence 2022.